# 杜薩馬雷卜區
杜薩馬雷卜區是索馬利亞的一個區，位於該國中部的加勒古杜德州，首府為杜薩馬雷卜。杜薩馬雷卜也是加勒古杜德州的行政首府。

## 外部鏈結
- 杜薩馬雷卜在Google地圖上的位置